# CinePaint
CinePaint is een opensource-computerprogramma voor het ontwerpen en bewerken van afbeeldingen. Het is een fork van versie 1.0.4 van GIMP. Het had enig succes als opensource-editor voor frames van films. De belangrijkste reden voor aanvaarding was de ondersteuning voor meer dan 8 bits per kanaal die worden geëist voor filmwerk. Dit in tegenstelling tot GIMP, dat hiertoe niet toe in staat was. Vanaf GIMP 2.9.2 worden er tot 32 bits per kleurkanaal ondersteund.